# Malagassa tridens
Malagassa tridens är en insektsart som beskrevs av Rehn, J.A.G. och J.W.H. Rehn 1945. Malagassa tridens ingår i släktet Malagassa och familjen Episactidae. Inga underarter finns listade i Catalogue of Life.